# Cerchezu
Cerchezu é uma comuna romena localizada no distrito de Constanţa, na região de Dobruja. A comuna possui uma área de 72.67 km² e sua população era de 1532 habitantes segundo o censo de 2007.